# Isabel de Godín
Isabel de Godín (Riobamba, Real Audiencia de Quito, ahora en Ecuador, 1728 – Saint-Amand-Montrond, Cher, Francia, 1792) fue una mujer destacada del Ecuador, a la cual se le conoce por sus viajes en la Amazonía, y que luego describió en varias obras literarias.
Su marido la abandonó en la actual República del Ecuador en América del Sur, y no se reunió con él hasta más de 20 años después. Su largo viaje, desde el oeste de Perú hasta la desembocadura del río Amazonas. Su historia se ha repetido a menudo y adornado de fantasías heroicas y ha inspirado conceptos erróneos populares de los peligros de la selva tropical. 
En 1749, su marido, Jean Godin des Odonais, dejó su hogar en Riobamba, para visitar la Guayana Francesa. Como ciudadano francés, las autoridades españolas y portuguesas le negaron el permiso para regresar con su familia. Isabel Godin se hizo famosa por ser la única superviviente de una expedición de 42 personas a través de la cuenca del Amazonas para reunirse con su esposo. Se reunieron en 1770 y más tarde regresaron a Francia juntos.

## Antecedentes
Isabel  Gramesón, era hija de un alto funcionario de la Administración criolla, Pedro Manuel Grameson, y de Josefa Pardo y Figueroa. Isabel, también llamada Isabela, recibió una educación esmerada y aprendió a hablar francés y quechua con fluidez. También conocía el manejo de quipus, el método inca de comunicar información usando cuerdas y nudos de colores.
Jean Godin des Odonais era un cartógrafo y naturalista francés que se había unido a la primera expedición geodésica del mundo en el ecuador. El equipo trabajó en la región de Quito entre 1735 y 1744, época en la que Jean e Isabel se conocieron. Se casaron el 29 de diciembre de 1741, cuando Isabel tenía catorce años.

## Separación
Al principio Jean había decidido quedarse en Riobamba con su nueva esposa, pero en 1743 se ofreció a acompañar a La Condamine en su siguiente expedición. Cuando se enteró de la muerte de su padre en marzo de 1749, Godin decidió regresar a Francia. Planeó viajar solo a Cayena, en la Guayana Francesa, a través de la Amazonía para probar si el viaje era seguro para ellos y tomar las medidas necesarias con las autoridades francesas.
Al llegar a Cayena, Godin se encontró con que las autoridades coloniales portuguesas no dejaron que un francés desconocido cruzara su territorio. No pudiendo volver a Francia, permaneció en la Guayana Francesa, escribiendo súplicas constantemente a Europa para que permitieran su regreso a Riobamba. Finalmente, La Condamine escribió en nombre de Godin al rey portugués, que debido a las circunstancias políticas cambiantes estaba ansioso de hacer amistad con los franceses. En 1765 ordenó a un galiot, tripulado por treinta remeros, que llevara a Godin hasta donde estaba su esposa. Sin embargo, como Godin había escrito algunas cartas incendiarias contra los portugueses, desconfiaba de la oferta de paso por el Amazonas y abandonó el barco en el primer puerto. El capitán del galiot continuó río arriba sin él, para traer a la mujer del francés como le habían ordenado.
Durante la mayor parte de la separación de 20 años, Isabel no recibió noticias de su esposo, mientras soportaba la muerte por viruela, de sus hijos. Cuando oyó rumores de que un barco estaba esperando para llevarla por el Amazonas, envió a su criado Joachim y a un puñado de indígenas para investigar. La partida regresó dos años después de haber descubierto la nave, cuatro años después de su partida inicial, con la información de que su marido estaba vivo. El padre de Isabel, Don Pedro, se adelantó al encuentro de la nave para hacer arreglos y esperar a Isabel.

## El viaje de Isabel
El 1 de octubre de 1769 partieron a buscar el barco Isabel, su sirviente Joachim, los dos hermanos de Isabel, Antoine y Eugenio Gramesón, el sobrino de Isabel de diez años Joaquín, tres criados: Rosa, Elvia y Heloise, treinta y un indígenas y tres franceses. La ruta a través de la Cordillera de los Andes y de la Cuenca del Amazonas fue ardua, agravada por la reciente devastación de la viruela en la estación misionera de Canelos (actual provincia de Pastaza), privando a la expedición de valiosos apoyo en los nueve días de viaje. Encontraron dos supervivientes indios a los que capturaron y obligaron a reparar una canoa de treinta metros, en la que continuaron por el Amazonas.
El viaje por el río resultó difícil, con la canoa inmanejable, los indios de Canelos se escaparon, y un indígena del grupo se ahogó al ser obligado a lanzarse al río para recuperar el sombrero de uno de los franceses. Con la canoa sobrecargada por los suministros, el grupo estableció el campamento y enviaron al sirviente Joachim y uno de los franceses por delante, para que pudieran regresar con transporte extra. Esperando que Joachim regresara, los demás comenzaron a sufrir las picaduras de insectos que se les infectaban. La infección mató al sobrino de Isabel, Joaquín, después a Rosa y a Elvia, al resto de franceses y a los hermanos de Isabel. El sirviente Heloise se escapó en medio de la noche, para no volver nunca más. Isabel se quedó junto con los muertos, vagando sola por la selva.
Cuando el sirviente Joachim regresó al campamento, sólo encontró los cuerpos de los viajeros fallecidos. Incapaz de identificar el cadáver de Isabel, envió la noticia de su muerte a Don Pedro Gramesón, noticias que posteriormente llegaron a Jean Godin. Isabel vagaba sola llevando las provisiones para no pasar hambre, a los nueve días conoció a cuatro indios que le ofrecieron su ayuda para llegar a Cayena. Con su ayuda, pudo llegar hasta la nave portuguesa que la esperaba. La historia de su viaje pronto se extendió fue exaltada y maximizada, y ella fue agasajada en recepciones cada vez más grandes para que explicara su viaje por el río y como fallecieron todos los indígenas que le servían.

## El reencuentro
El 22 de julio de 1770 Isabel y Jean se reunieron en la ciudad de Oyapock después de más de 20 años de separación. Permanecieron en Cayena durante unos años. El 21 de abril de 1773, Isabel, su esposo y su padre decidieron salir de Guayana y finalmente hacer su viaje a Francia. Don Pedro murió en Francia el 28 de noviembre de 1780. Jean Godin murió en su casa en la calle Hotel-Dieu en Saint-Amand-Montrond, Cher, el 1 de marzo de 1792. Isabel murió en el mismo lugar el 27 de septiembre del mismo año.